# تيرينو ادرياتيكو 2010
تيرينو ادرياتيكو 2010 هو أحد سباقات طواف العالم للدراجات 2010 أقيم بتاريخ 10–16 مارس، تكون السباق من 7 مراحل وامتدّ لمسافة 1,229 كم بسرعة 39.826 كم/س، استغرق السباق 30 ساعة 52 دقيقة 32 ثانية. فاز به الإيطالي ستيفانو جارزيلي وحلّ ثانيا الإيطالي ميشيل سكاربوني بينما حصل على المركز الثالث الأسترالي كاديل إفانز.

## الترتيب
| م                     | الدرّاج          | البلد    | الزمن                     |
| --------------------- | --------------- | -------- | ------------------------- |
| الفائز بالترتيب العام | ستيفانو جارزيلي | إيطاليا  | 30 ساعة 52 دقيقة 32 ثانية |
| الثاني                | ميشيل سكاربوني  | إيطاليا  |                           |
| الثالث                | كاديل إفانز     | أستراليا |                           |
| حسب النقاط            | ستيفانو جارزيلي | إيطاليا  | -                         |
| أفضل شاب              | روبرت جاسنك     | هولندا   | -                         |